# Суварте Судармаджі
Суварте Судармаджі (нід. Suvarte Soedarmadji, нар. 6 грудня 1915nbsp;— 1979) — індонезійський футболіст, нападник.

## Життєпис
У 1938 році грав за індонезійський клуб ГБС (Сурабая).
Наприкінці травня 1938 року Суварте був викликаний в збірну Голландської Ост-Індії і відправився з командою в Нідерланди. Він був одним з сімнадцяти футболістів, яких головний тренер збірної Йоганнес Христоффел Ян ван Мастенбрук вибрав для підготовки до чемпіонату світу у Франції. У Нідерландах команда провелад два товариських матчі проти місцевих клубів («ГБС Ден Гааг» та ГФК Гарлем).
На початку червня збірна вирушила на мундіаль, який став для Голландської Ост-Індії та Індонезії першим в історії. На турнірі команда зіграла одну гру, 5 червня 1938 року, в рамках 1/8 фіналу, в якій вона поступилася майбутньому фіналісту турніру Угорщині (0:6). Судармаджі взяв участь у цьому матчі. Після повернення до Нідерландів, 26 червня, збірна провела товариський матч зі збірною Нідерландів на Олімпійському стадіоні в Амстердамі. Зустріч завершилася перемогою нідерландців з рахунком 9:2. У футболці національної збірної зіграв 2 матчі.